# Emilien Gailleton
Émilien Gailleton, (Croydon (Engeland) 13 juli 2003), is een internationaal Franse rugby speler die voornamelijk speelt als centre bij Section Paloise in de Top 14.

## Biografie

### Jeugd en opleiding
Geboren in Croydon, Engeland, als zoon van een Franse vader en een Britse moeder, verhuisde Émilien Gailleton op driejarige leeftijd naar de omgeving van Cahors in het departement Lot. Hij ontdekte rugby in 2008 bij Cahors rugby. Vervolgens sloot hij zich in 2017 als junior aan bij SU Agen.

### Clubcarrière

#### De eerste stappen bij SU Agen
Gailleton maakte zijn professionele debuut bij Agen op 15 oktober 2021, op slechts achttienjarige leeftijd, tijdens een nederlaag tegen Vannes, in het Pro D2 seizoen 2021-2022.

#### Doorbraak bij de Section
In december 2021, tekende hij bij Section Paloise en werd hij toegevoegd aan de Top 14 club na het seizoen 2021-22.
Hoewel ASM Clermont en Stade Toulousain interesse toonden, koos Gailleton voor de Béarnais, vanwege het sportieve project en de levensomstandigheden, en herontmoette hij Sébastien Piqueronies, die hij kende als manager van de Franse jeugdopleiding bij Marcoussis.
Na een uitstekende start van het seizoen 2022-2023, wordt hij beschouwd als een van de revelaties van het kampioenschap en trekt hij de aandacht van de Franse coach Fabien Galthié. In zijn eerste jaar in de Top 14 scoorde hij 14 tries in 24 wedstrijden en werd hij de beste try-scorer van het seizoen, voor Ethan Dumortier en Alivereti Raka die elk 10 tries hadden gescoord. Hij werd dan ook genomineerd voor de Oscars Midi Olympique in de categorieën Espoir en Or.

### Internationale carrière
Émilien Gailleton vertegenwoordigde Frankrijk op verschillende jeugd- en amateurniveaus, waar hij een van de meest beloftevolle jonge spelers werd.

#### Franse jeugdselecties
Hij speelde met het Franse U20-team en was een belangrijke speler in de Zes Zestien Nations U20 2022.

#### Franse seniorenteam
Na een opmerkelijke debut op het internationale toneel met het Franse seniorenteam op 11 februari 2023, tegen Italië, werd hij opgenomen in de selecties voor het Wereldkampioenschap rugby 2023.